# Granma (schip, 1943)

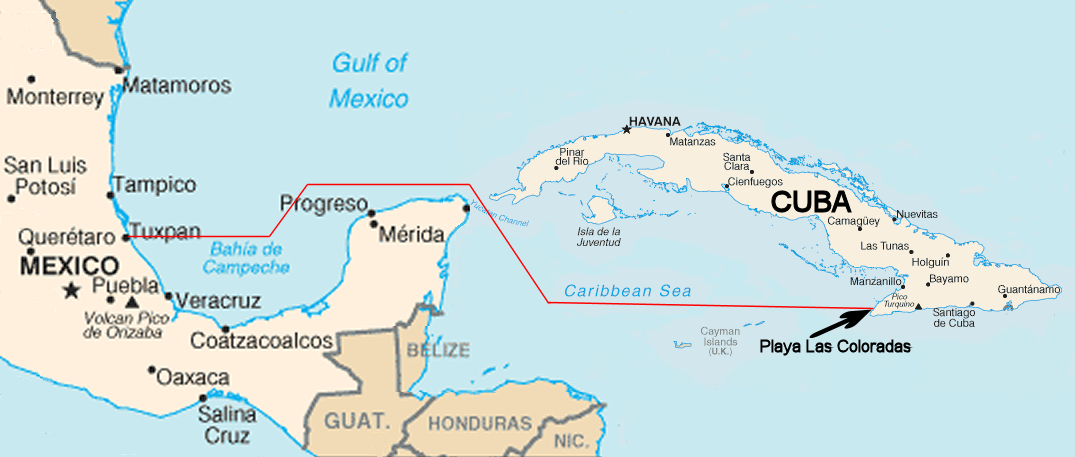
Route van de Granma

Het jacht de Granma was door Fidel Castro gekocht van de Amerikaanse ondernemer Robert Erickson. Het jacht werd gebruikt om  hem en 81 kompanen, onder wie zijn broer Raúl Castro, Che Guevara en Camilo Cienfuegos op de zuidkust van Cuba, in de buurt van Las Coloradas, aan land te brengen.

## Voorgeschiedenis
De historie van de Granma gaat terug naar 1943. In dat jaar werd het tewatergelaten als een doelschip voor Amerikaanse piloten van duikbommenwerpers. Ze moeten met waterbommen het metalen dek van het schip treffen. Het werd gebouwd op de scheepswerf van Wheeler Shipbuiding en kreeg van de marine de aanduiding C-1994. Na de oorlog werd het afgestoten door het leger.
Het kwam in handen van de Amerikaan industrieel Robert Erickson. Zijn bedrijf, Schuylkill Products, verscheen in 1950 als eigenaar in de registers van de Amerikaanse kustwacht. Hij gaf de naam Granma aan het schip. Het jacht is zeewaardig en bezocht in 1950-51 tweemaal Havana. Op een van zijn reizen kwam Erickson in het Mexicaanse Tuxpan aan, hij kocht een stuk land om er een huis te bouwen. Tijdens de bouw verbleef hij op de Granma, maar na een overval werd het plan gewijzigd, hij verhuisde met zijn gezin naar Mexico. Tijdens een orkaan in 1952 of 1954 raakte de boot zwaar beschadigd. Erickson deed geen moeite om de schade te herstellen. 
Medio 1955 ontmoette Fidel Castro de wapenhandelaar Antonio del Conde in Mexico. Castro had wapens nodig en Del Conde bood deze aan met zijn hulp om de rebellen te trainen en een schip te zoeken voor de vaartocht naar Cuba. Del Condo kocht de Granma van Erickson voor US$20.000. De Granma verkeerde in slechte staat, de motoren stonden onder water en de romp lekte. Del Conde liet de boot opknappen en grote brandstoftanks installeren voor de lange reis naar Cuba.

## Castro's reis naar Cuba
In de nacht van 25 november 1956 kwamen Fidel Castro en 81 man bij elkaar in Tuxpan. Hier lag het kleine jacht en ze gingen aan boord met hun wapens, munitie en provisie. Het schip was geschikt voor 12 passagiers, maar niemand wilde achterblijven en het vertrok om 01:30 uur zwaar beladen en met slecht weer. Voor zijn vertrek uit Mexico stad had Castro geheime boodschappen naar Cuba gestuurd om ze op de hoogte te stellen van zijn komst en ze op te roepen tot actie. 
In de eerste uren op zee was er sprake van een sterke wind en forse deining. Veel van de rebellen waren zeeziek. Het jacht maakte water en de vrees was dat het zou zinken. Ze hoosden met kleine emmers het water uit het ruim, maar later sloeg de pomp aan waardoor het probleem werd opgelost. De volgende dag klaarde het op en werd de zee kalmer.
Castro had verwacht dat de zeetocht vijf dagen zou duren om op 30 november bij Niquero aan land te gaan. De afstand was zo’n 1100 zeemijl en de snelheid maar 7 knopen waardoor het achterop schema kwam te lopen. De boordradio was defect, er konden wel berichten ontvangen worden, maar niet uitgezonden. Castro kon de rebellen op Cuba niet van de vertraging op de hoogte stellen.
Op 30 november om 7 uur in de ochtend vielen rebellen de Moncadakazerne en andere militaire posten aan in Santiago de Cuba. In de geheime berichten had Castro hierop aangedrongen, maar nu bleven de rebellen in onzekerheid over zijn komst. Laat in de middag ging het regeringsleger in de aanval en tegen de avond trokken de rebellen zich terug. Op 1 december arriveerden meer soldaten waarmee de rust in de stad volledig terugkeerde. Van een opstand en algemene staking was geen sprake.
Op dezelfde dag werd de Granma opgemerkt door een helikopter. Via de radio kregen de rebellen te horen dat de Cubaanse marine en landmacht op zoek waren naar een wit jacht voor de kust van Cuba. Castro wilde in de nacht aan land gaan, maar er viel iemand over boord en uren gingen verloren met de reddingsactie. Door de vertraging was een landing overdag niet te vermijden. Ze kwamen aan bij de kust waar geen militairen actief waren. Met de enige reddingsboot zouden ze in kleine groepjes aan land gaan, maar de eerste boot was overvol en zonk. Ze moesten lange tijd door zee waden om aan land te komen, veel wapens en materieel bleef in de boot achter.
Onzeker van hun positie liepen de rebellen doelloos rond. Angel Pérez, een boer, kwam ze tegen en bood ze onderdak en voedsel aan. Op 3 december vond het Cubaanse leger de Granma, de achtergelaten spullen maakten duidelijk dat het jacht van Fidel Castro en zijn rebellen was. Met het leger op hun hielen trokken Castro en zijn mannen naar de bergen. De strijd in en rond de Sierra Maestra, waar Castro zich lang schuil hield, zou nadien nog twee jaar duren, tot de revolutionaire troepen onder het bevel van Che Guevara in de laatste dagen van 1958 een definitieve overwinning behaalden op dictator Fulgencio Batista in Santa Clara.
De Granma maakt onderdeel uit van de collectie van Museo de la Revolución in Havana. 